# Benthodesmus pacificus
Benthodesmus pacificus är en fiskart som beskrevs av Nikolai V. Parin och Becker, 1970. Benthodesmus pacificus ingår i släktet Benthodesmus och familjen Trichiuridae. Inga underarter finns listade.